# Pinus longaeva
Pinus longaeva er en af to-tre arter af børstekoglefyr (på engelsk bristlecone pine), der er i stand til at leve meget længe. Et stadig levende eksemplar er mere end 5000 år gammelt og er den ældste levende (ikke-klonede) organisme på Jorden.

## Eksterne links
- The ancient bristlecone pine
- High elevation white pine educational website: Pinus longaeva
- Aeon Magazine longform article on Bristlecone pines Arkiveret 1. august 2013 hos  Wayback Machine